# بریتیش ریل کلاس ۲۵۱ و ۲۶۱
بریتیش ریل کلاس ۲۵۱ و ۲۶۱ (انگلیسی: British Rail Classes 251 and 261) یا بولو پولمنز یک قطار لوکس ساخت شرکت کمل مترو بوده‌است.
این قطار که از سال ۱۹۶۰ تا ۱۹۷۳ مورد استفاده بوده دارای ۱۴۵ کیلومتر در ساعت سرعت نهایی و ۷۵۰ کیلووات توان خروجی بوده‌است.